# El gallo que fingió ser Jorge Luis Borges
El gallo que fingió ser Jorge Luis Borges (2015) es un volumen de relatos creado por el  escritor mexicano Jaime Perales Contreras. El título del libro alude al primer cuento, en el que un gallo  de corral se jacta de ser un famoso escritor argentino llamado Jorge Luis Borges. 
Curiosamente, el cuento está basado en un episodio de la vida real de Borges. En su biografía "Borges: Genio y figura", Alicia Jurado relata que en 1946 Juan Domingo Perón fue elegido presidente, venciendo a la Unión Democrática.  El escritor era partidario de esta última y se manifestó abiertamente en contra del  peronismo que consideraba una dictadura. En ese entonces, Borges era empleado de la biblioteca nacional  de Argentina y tuvo que renunciar cuando fue nombrado  "inspector de aves de corral", o de pollos,  por  el gobierno. 
El texto  de Perales Contreras a su vez alude en su relato a varias personalidades del grupo de la revista argentina Sur, del que Borges fue colaborador cercano, como Adolfo Bioy Casares, Victoria y Silvina Ocampo y José Bianco. 
El libro también se compone de seis relatos adicionales y una novela corta. Los relatos en su mayoría son fábulas y sátiras que desarrollan varios temas de la vida cotidiana contemporánea:
- la soledad y la locura ("La mujer delgada"),
- la discriminación  sexual y racial ("La mosca fetichista"),
- el desempleo ("Patologías"),
- la  vanidad de los poderosos ("pluscuaimportante"),
- la envidia y el bloqueo literario ("voz de pescado"),
- la banalidad del comercio ("Relojes Roca")
- la "ciencia ridícula" y un homenaje a las películas tipo-B de bajo presupuesto ("El zancudo autómata")

La contraportada del libro menciona como influencia al  fabulista norteamericano y famoso colaborador de la revista The New Yorker James Thurber y al escritor de terror Edgar Allan Poe.
El cuento que da título al libro fue finalista de un concurso en Murcia, España, titulado Jara Carrillo.
En los relatos también hay varias referencias al cine y a la cultura popular estadounidense y mexicana.
Además del libro de relatos, Perales Contreras escribió un extenso  volumen biográfico que narra varios episodios inéditos sobre el poeta y premio Nobel mexicano Octavio Paz y los escritores y amigos que conoció en vida titulado "Octavio Paz y su círculo intelectual".

## Cuentos
- El gallo que fingió ser Jorge Luis Borges*
- El zancudo autómata
- Relojes Roja
- "Patologías"
- Pluscuaimportante
- La mujer delgada
- Voz de pescado
- La mosca fetichista